# ملعب تختي طهران
ملعب تختي طهران (بالفارسية:ورزشگاه تختی تهران)، هو ملعب رياضي لرياضة كرة القدم، أسس سنة 1973، ويقع مقره في العاصمة الإيرانية طهران، وعدد المقاعد 30,122 ويستضيف فيه نادي سايبا لمباريات بطولات الاتحاد الإيراني لكرة القدم.